# Roca Foradada de Can Nadal
La Roca Foradada de Can Nadal o la Cova de l'Ermità es troba al Parc de la Serralada Litoral, concretament a Vilanova del Vallès (el Vallès Oriental), al cim del Turó de Can Nadal, amb la Cambra Megalítica de Can Nadal, està inclosa a l'Inventari del Patrimoni Arqueològic i Paleontològic de Catalunya.
És la més gran de totes les roques foradades del Parc.

## Descripció
Està excavada en un magnífic caos de roques granítiques, amb l'entrada orientada a l'oest. Per les troballes es pot datar del Calcolític (2200-1800 aC). La fitxa de l'inventari arqueològic del Parc diu el següent: 
| « | Pau Ubach (1994:149) explica com van excavar una de les "coves" dirigits per en Jaume Ventura. Després de treure un estrat de pedres caigudes, localitzaren un estrat amb un enterrament que no descriu, també van trobar quatre puntes de fletxa amb peduncle i aletes. Uns dies més tard en un petit espai entre les roques al costat de la cova eremítica van trobar ceràmica espatulada i ceràmica neolítica, dos fragments de sílex i un fragment de 3 cm, de ganivet de color blanquinós. | » |

Hi ha senyals evidents que la cova fou modificada durant l'època medieval: es va engrandir per dins i eixamplar el forat d'entrada fins a donar-li forma de porta. Hi ha una petita part obrada en el que seria el brancal esquerre de la porta, i dues cavitats en el dret que podrien pertànyer al sistema de tancament de l'entrada. En el sector de l'absis hi ha una creu insculpida a la paret, fet que apunta la possibilitat que fos habitada per algun eremita.
A uns 50 metres en direcció nord hi ha la Cambra Megalítica de Can Nadal.

## Accés
És ubicada a Vilanova del Vallès: a la carretera BV-5001, entre Vilanova del Vallès i la Roca del Vallès, al PK 22 cerquem el cartell que indica Urbanització Can Nadal. Pugem fins al punt més alt de l'entramat de carrers asfaltats, aparquem i anem a peu cap al Turó de Can Nadal. Allà cerquem un corriol que ressegueix la carena per sota la línia elèctrica i el seguim en direcció est. Quan trobem una construcció quadrada (un antic dipòsit d'aigua) cerquem la traça d'un corriol que baixa en direcció oest, que al cap de 80 metres ens deixa a la part superior de la roca. Coordenades: x=443496 y=4599939 z=346.